# Mosese Vitolio Tui
Mosese Vitolio Tui SDB (ur. 9 listopada 1961 w Apia) – samoański duchowny rzymskokatolicki, arcybiskup metropolita Samoa-Apia od 2024 oraz superior misji „sui iuris” Tokelau od 2024. 

## Życiorys

### Prezbiterat
Święcenia kapłańskie przyjął 3 grudnia 1994 w Towarzystwie Salezjańskim. Pracował głównie w zakonnych parafiach na terenie Oceanii. W latach 2006–2009 był mistrzem nowicjatu w Suvie, a w latach 2009–2015 kierował zakonną inspektorią Australia-Pacyfik.

### Episkopat
12 czerwca 2024 papież Franciszek mianował go arcybiskupem metropolitą Samoa-Apia. 22 sierpnia 2024 otrzymał święcenia biskupie, których mu udzielił biskup Peter Brown. 21 grudnia tego samego roku został mianowany superiorem misji „sui iuris” Tokelau.   